# 阿图尔·博伦
阿图尔·博伦（荷蘭語：Arthur Borren，1949年6月5日—），新西兰男子曲棍球运动员。他曾代表新西兰参加1972年和1976年夏季奥林匹克运动会曲棍球比赛，其中1976年奥运会获得一枚金牌。